# Stożek Perkuna
Stożek Perkuna – forma wulkaniczna znajdująca się na wzgórzu Ciasnota (401 m n.p.m.) na Pogórzu Izerskim.

## Położenie
Stożek Perkuna znajduje się na wzgórzu Ciasnota na Pogórzu Izerskim, w województwie dolnośląskim, powiecie lubańskim, gminie Leśna, w pobliżu miejscowości Grabiszyce.

## Charakterystyka
Stożek Perkuna zbudowany jest z bazanitu lub nefelinitu.
Układ skał najlepiej widoczny jest od strony zachodniej, gdzie obserwujemy dwie struktury bazanitu: dolna o nieco grubszych kolumnach i górna o drobniejszych.
Istnieją dwie teorie, wyjaśniające powstanie tego tworu: jedna mówiąca, że jest to dajka, a więc żyła bazaltu, która wcisnęła się niezgodnie pomiędzy starsze utwory i druga, głosząca, że jest to czop wulkaniczny o dwóch generacjach law – pomiędzy starszą, o grubszych kolumnach miałaby wcisnąć się lawa rzadsza, bardziej mobilna i szybciej stygnąca (stąd drobniejsze kolumny).
Obiekt posiada także ciekawe walory botaniczne. Duża ekspozycja słoneczna oraz ciemna barwa mocno nagrzewających się słupów sprawia, że Stożek Perkuna porasta roślinność kserotermiczna (ciepłolubna), z przedstawicielami takich roślin jak rojniki, goździki, róże, głóg. Natomiast zacienioną stronę północną porasta m.in. paproć – podrzeń żebrowiec, wawrzynek wilczełyko oraz kilka gatunków bardzo małych paproci tzw. zanokcic np. zanokcica murowa, skalna, północna.
Stożek Perkuna jest jednym z najlepszych punktów widokowych Pogórza Izerskiego.
W 1954 r. został objęty ochroną jako pomnik przyrody.